# Miguel Gracia
Miguel Gracia Estrada (Zaragoza, España en 1931- Caracas, Venezuela 1 de enero de 2009) fue un joyero y fotógrafo español, especializado en artes escénicas. Distinguido con el Premio Nacional de Cultura de Venezuela, mención fotografía 2004.

## Biografía
A los 14 años comenzó a trabajar como aprendiz de orfebre, profesión que le apasionó y ejerció en su ciudad natal, hasta que en 1956 emigra a México como diseñador y fabricante profesional de joyería. En Ciudad de México hizo contacto con grupos de diferentes disciplinas artísticas, y se aficionó al teatro donde conoció a las figuras más relevantes de la escena de entonces. De su estadía en México cabe señalar la profunda amistad que le unió con Jesús Matamoros, crítico, pintor y escultor español de reconocido talento, que decidió viajar a Venezuela y quien, pocos años después, desempeñaría un papel importante en la vida de Miguel Gracia.
Miguel Gracia viaja a Venezuela en 1958, asume este país como su hogar definitivo, y continúa con su profesión de joyería hasta que, en 1964 animado por su amigo Jesús Matamoros, entonces gerente de la Tipografía Vargas y director de la revista Kena, publica sus primeras fotos en dicha revista. En 1971 se casa en Caracas con Pilar Blanco del Arco y, en 1977, es contratado como Fotógrafo Artístico del Consejo Nacional de la Cultura -CONAC-, momento en que abandona definitivamente su profesión como diseñador y fabricante de joyas.
Toda la obra referida a las artes escénicas, la realizó Miguel Gracia con una cámara Leika M4, en material 35mm blanco y negro, utilizando para cada montaje teatral un promedio de dos rollos y, para danza, en el renglón de ballet hasta 7 rollos por función. Para realizar sus fotos de prueba usó una cámara Rolleiflex 120mm con película en blanco y negro o color de acuerdo a los requerimientos. En todos los casos, él mismo reveló, copió y amplió las fotografías en su laboratorio, logrando un estilo diferente y personalizado.
Por su constante y silenciosa presencia en las salas, se afirma de Miguel Gracia que fue el hombre que más teatro vio en Caracas y el interior de Venezuela durante los muchos años que se dedicó a la fotografía. Su obra fotográfica referida al Teatro y la Danza, que abarcó también festivales en Francia, España y Colombia, ha recorrido varias ciudades de Venezuela con un total de 71 exposiciones, y también han sido vistas en Cuba, Colombia, Francia, Alemania, España, Hungría y Suecia. Hasta el momento, sus fotografías han ilustrado un total de 37 libros de autores venezolanos y extranjeros. La aparición de sus fotos en revistas y folletos alcanza un total de 56 publicaciones, y su aparición en periódicos se multiplicó a través de los años en periódicos como El Nacional, El Universal, Diario de Caracas, El Mundo, Últimas Noticias, 2001, Diario del Festival, El Periódico de Occidente, Diario de Oriente, Panorama de Maracaibo, Papel Literario, Séptimo Día o El Heraldo de Aragón, acompañando las columnas de críticos de la escena e, incluso, las muchas entrevistas que se le hicieran con motivo de sus exposiciones, reconocimientos o premios.
Producto de su pasión y con más de 40 años de profesión, la obra artística de Miguel Gracia da como resultado el más completo archivo histórico de las artes que, organizado cronológicamente y dividido en cuatro apartados, lega para la posteridad una memoria gráfica de la actividad artística venezolana:
Archivo de teatro abarca desde el año 1965 hasta el 2007, con un total de 2.774 montajes cubiertos. En este apartado quedan registrados y organizados el seguimiento por temporadas de 84 grupos estables venezolanos, más un total de 92 festivales nacionales e internacionales.
Archivo de danza abarca desde el año 1970 al 2007, con un total de 1063 montajes cubiertos, la asistencia a 113 festivales y el seguimiento por temporadas de 47 grupos estables. 
Archivo de personalidades encontramos un registro de fotos a destacados artistas venezolanos: pintores, poetas, actores, actrices, escultores, escritores, cantantes y bailarines que, gracias a la mirada de índole psicológica de Miguel Gracia, se nos presentan no como un rostro, sino con la personalidad, genio y carácter que individualiza a cada uno de ellos.
Un archivo de temas varios, con fotos en torno a: ópera, cine, televisión, arquitectura, pintura, deportes, escultura, museos y paisajes.

## Exposiciones individuales
- 1974: Taller Experimental de Danza Pisorrojo, Galería Universitaria de Arte de la UCV, Caracas, Venezuela.
- 1985: Retrospectiva del Teatro Universitario, Universidad Central de Venezuela, Caracas.
- 1987: Imágenes de danza. Fotografías de Miguel Gracia, Teatro Teresa Carreño, Caracas, Venezuela.
- Gracias, Miguel, Sociedad Dramática de Maracaibo, Venezuela.
- Miguel Gracia. El teatro en la fotografía, sala Cadafe, extensión este del Museo de Arte Contemporáneo de Caracas, Venezuela.
- El teatro en la fotografía, Galería de Arte de la Asamblea Legislativa, Barcelona, Venezuela.
- 1988: Presencia de España en los Festivales Internacionales de Caracas, Teatro Teresa Carreño; Ateneo de Caracas, Venezuela.
- Presencia de Venezuela en el Festival Internacional de Teatro y Danza, Centro Cultural Prisma, Caracas, Venezuela.
- Muestra Visual del teatro en Venezuela, Ateneo del Táchira, Venezuela.
- Escena Latinoamericana, Galería de Fotografía El Daguerrotipo, Caracas, Venezuela.
- Miguel Gracia. La Gracia de la foto, III Festival Iberoamericano de Teatro de Cádiz, España.
- Tiempo de danza, Centro Venezolano de Cultura, Bogotá, Colombia.
- 1990: Miguel Gracia, Barcelona y Puerto La Cruz, Venezuela.
- 1995: El vuelo de la danza, Teatro Teresa Carreño, Caracas; Teatro Simón Bolívar de Juan Griego, Nueva Esparta; Biblioteca Pública Julián Temistocles Maza, Barcelona; Biblioteca Pública Mariano Picón Salas, Caracas; Alianza Francesa de Maracaibo, Venezuela.
- Hombres de teatro 1950-1995, Centro de Estudios Latinoamericanos Rómulo Gallegos (Celarg), Caracas, Venezuela.
- 1996: El vuelo de la danza, Complejo Cultural José María Vargas; Centro Municipal de Integración Cultural, San Antonio de los Altos; Hotel Meliá Caribe, Puerto La Cruz; Centro Cultural Tulio Febres Cordero, Mérida; Casa del Artista, Caracas, Venezuela.
- El vuelo de la danza, Espace Culturel André Malraux, Le Kremlin-Bicêtre, París, Francia.
- El vuelo de la danza, Embajada de Venezuela en París, Francia.
- Altosf 20 años, estación del Metro Bellas Artes, Caracas, Venezuela.
- 1997: El vuelo de la danza, Museo de Barquisimeto; Hotel Margarita Hilton, Porlamar; Biblioteca Óscar Palacios Herrera, INCE, Caracas, Venezuela.
- El vuelo de la danza, Festival Bonn Summer, Bonn, Alemania.
- 1998: El vuelo de la danza, Ateneo de Caracas; Instituto Venezolano de Investigaciones Científicas IVIC; Universidad Central de Venezuela, Maracay, Venezuela.
- 1999: El vuelo de la danza, Teatro Nacional, Caracas, Venezuela.
- El arte del intérprete: relato fotográfico del encuentro entre Tapa Sudana y actores, bailarines y coreógrafos venezolanos, Alianza Francesa de Chacaíto, Caracas, Venezuela.
- 2000: El vuelo de la danza, en el marco del Encuentro Cultural Venezuela-Cuba, La Habana.
- 2001: Altosf en el tiempo, Ateneo de Caracas, Venezuela.
- 2005: Memoria de Miguel Gracia sobre la CRTP, Guanare, estado Portuguesa, Venezuela.
- 2006: Imágenes del teatro latinoamericano, La Habana, Cuba.
- Maestros pioneros, Centro de Estudios Latinoamericanos Rómulo Gallegos (Celarg), Caracas, Venezuela.
- 2007: Homenaje a las actrices en el teatro venezolano, Teatro Teresa Carreño, Caracas, Venezuela.
- 2008: 29 montajes de B. Brecht, Universidad Nacional Experimental de las Artes, Caracas, Venezuela.
- Gracia en movimiento, Museo Jacobo Borges, Caracas, Venezuela.
- 2009: Personajes de la danza, Teatro Teresa Carreño, Caracas, Venezuela.
- El vuelo de la danza, Centro de Estudios Latinoamericanos Rómulo Gallegos (Celarg), Caracas, Venezuela.
- Gracia en movimiento, estación del Metro Bellas Artes, Caracas; Nueva Esparta; Carúpano, estado Sucre, Venezuela.
- Los crucificados en el teatro venezolano, Casa del Artista, Caracas, Venezuela.
- 2015: Un gesto de Gracia, Galería Cubo 7 Espacio Fotográfico, Caracas, Venezuela.[1]

## Exposiciones colectivas
- 1974: Galería Universitaria de Arte, Universidad Central de Venezuela, Caracas.
- 1978: Gran teatro del mundo, Palacio de las Industrias, Caracas, Venezuela.
- 1980: Vigencia de Bracho, Pro-Venezuela, Caracas.
- 1982: V Festival Internacional de Teatro de Caracas, Asociación Venezolana de Fotógrafos AVEF, Caracas, Venezuela.
- Primera muestra de fotografía contemporánea venezolana, Museo de Bellas Artes, Caracas, Venezuela.
- 1983: El Bolívar nuestro de cada día, sala de exposiciones Cantv, Caracas, Venezuela.
- 1984: Muestra de fotografía sobre August Strindberg, Museo Strindberg, Estocolmo, Suecia.
- 1985: VI Exposición Anual de la Fotografía Documental, Instituto Autónomo Biblioteca Nacional, Museo de Ciencias Naturales, Caracas, Venezuela.
- Momentos del teatro universitario, Galería Universitaria de Arte, Universidad Central de Venezuela, Caracas.
- Danza. Colectiva fotográfica, Teatro Teresa Carreño, Caracas, Venezuela.
- 1986: Tiempo de danza: retrospectiva fotográfica, Teatro Teresa Carreño, Caracas, Venezuela.
- Lo concreto de lo efímero, estación del Metro Chacaíto, Caracas, Venezuela.
- 1991: Rostros, risas y sonrisas, Espacios Unión, Caracas, Venezuela.
- 1994: Trayectodanza: primera exposición documental, Caracas, Venezuela.
- 1996: Impresiones de la danza. Metáforas del movimiento, Galería Universitaria de Arte, Universidad Central de Venezuela, Caracas.
- 1998: La danza y Cuerpos en movimiento, Escuela de Ballet Acuarela, Ciudad Bolívar, Venezuela.
- 2006: Se hace camino al andar: artistas inmigrantes de ayer, venezolanos de hoy, Museo de Bellas Artes, Caracas, Venezuela.
- 2008: Una huella en el teatro venezolano, Espacio Anna Frank, Caracas, Venezuela.
- 2011: Memorias del Ballet Teresa Carreño (1979-2011): Testimonios de una compañía, Teatro Teresa Carreño, Caracas, Venezuela.
- 2012: Celebrando a Nebrada, Teatro Teresa Carreño, Caracas, Venezuela.

## Reconocimientos
- 1984: Premio Nacional de Teatro de Provincia Arlequín, Dirección de Cultura del estado Carabobo, Valencia, Venezuela.

- 1990: Orden al Mérito en el Trabajo en su Segunda Clase.

- 1999: Orden al Mérito en el Trabajo en su Primera Clase.

- 2004: Segundo Premio Nacional del Libro, mención Arte, Centro Nacional del Libro, Caracas.

- 2006: Premio Nacional de Fotografía, 2004-2005, Consejo Nacional de la Cultura, Caracas.

- 2007: Miembro Honorario en Ciencias del Teatro, Corporación Profesional de Derecho Público del Colegio Nacional de Licenciados en Teatro de Venezuela.

## Colecciones
Escuela de Danza, Cumaná
Instituto Autónomo Biblioteca Nacional, Caracas.
Instituto Superior de Danza, Caracas.
Sociedad Dramática, Maracaibo.
Taller Experimental de Teatro, Caracas.
Teatro de las Naciones, París.
Teatro Rajatabla, Caracas.

## Publicaciones

### Catálogos y folletos expositivos
El Bolívar nuestro de cada día (folleto). Caracas: Cantv, 1983.
Danza. Colectiva fotográfica (folleto). Texto Carlos Paolillo. Caracas: Instituto Superior de Danza, 1985.
VI Exposición anual del libro y la fotografía documental. Caracas: Instituto Autónomo Biblioteca Nacional y de Servicios de Bibliotecas, 1985.
Imágenes de danza (folleto). Texto Carlos Paolillo. Caracas: Instituto Superior de Danza, 1987.
El teatro en la fotografía (folleto). Texto Leonardo Azparren Giménez. Barcelona: Galería de Arte de la Asamblea Legislativa, 1987.
Miguel Gracia: El teatro en la fotografía (folleto).Texto Leonardo Azparren Giménez, 1 fotografía. Caracas: Museo de Arte Contemporáneo de Caracas, 1987.
Presencia de España en los festivales internacionales de Caracas (folleto).  Texto Leonardo Azparren Giménez. Caracas: 1988.
Escena latinoamericana. Texto Alexandra Carani K., 8 fotografías. Caracas: Galería de Fotografía El Daguerrotipo, 1988.
Rostros, risas y sonrisas (catálogo). 2 fotografías. Caracas: Espacios Unión, 1993.
El vuelo de la danza (folleto). 1 fotografía. Caracas: Consejo Nacional de la Cultura, 1995.
El vuelo de la danza (folleto). Texto Rosa María Rappa, 1 fotografía. Caracas: Consejo Nacional de la Cultura, 1998.
Se hace camino al andar. Artistas inmigrantes de ayer, venezolanos de hoy. Caracas: Museo de Bellas Artes, 2006.

### Libros
Monasterios, Rubén. La miel y el veneno. 15 fotografías. Valencia: Universidad de Carabobo, 1971.
Korn, Guillermo. Unos pasos por el teatro. Caracas: Ediciones Casuz, 1972.
Korn, Guillermo. 15 meses de teatro en Caracas. 16 fotografías. Caracas: Italgráfica, 1972.
León, Carlos Augusto. Vivencia de la danza. 2 fotografías. Caracas: Universidad Central de Venezuela, 1974.
Anuario Teatral 77: Venezuela. 110 fotografías. Caracas: Consejo Nacional de la Cultura, 1977.
Museo El Palmar. Coro: Universidad Nacional Experimental Francisco de Miranda, 1979.
Korn, Guillermo. Teatro en Caracas: febrero 1978, abril 1979. 35 fotografías. Caracas - Madrid: Ediciones Casuz, 1979.
Visor: guía venezolana de cine, televisión, artes escénicas y audiovisuales. Caracas: Producciones Visor, 1979/1980.
Pinto, Gilberto. Teatro 1: Pacífico 45, El confidente, La noche de San Juan, La muchacha del blue-jeans. Caracas: 1981.
Tiempo Secreto de Sonia Sanoja / Miguel Acosta Saignes. A través de la danza / Sonia Sanoja. 93 fotografías. Caracas: Monte Ávila Editores, 1981.
Calzadilla, Juan. Compendio visual de las artes plásticas en Venezuela. Caracas: MICA Ediciones de Arte, 1982.
Gené, Juan Carlos. Golpes a mi puerta. Caracas: Ediciones Centro Gumilla, 1984.
Barrios, María Eugenia. Por amor a la Danza. 10 fotografías. Caracas: Arte, 1985.
Monasterios, Rubén. Cuerpos en el espacio: el baile teatral venezolano de nuestros días. 4 fotografías. Caracas: Producciones Lithya Merlano / Gramoven, 1986.
Escenario de dos Mundos. Inventario teatral de Ibeoramérica 4. Madrid: Centro de Documentación Teatral, 1989.
El Teatro en Venezuela: Anuario 1990. 38 fotografías. Caracas: CONAC / Centro Venezolano del ITI, 1990.
Festival de teatro de Oriente. 2 fotografías. Caracas: Cromotip, 1990.
Rajatabla, el grupo: 1971-1991, veinte años de vida para el teatro venezolano. 226 fotografías. Caracas: Monte Ávila Latinoamericana, 1991.
Godoy Rivas, Citlalli. Presente. Serie Testimonios. Colección Cátedra Popular de Teatro Horacio Peterson. Caracas: Fundarte, 1992.
Moreno-Uribe, Edgard Antonio. El arte del sida. Caracas: Vadell Hermanos, 1993.
VII años para la danza. Danza Contemporánea de Maracaibo. 20 fotografías. Caracas: Conac, 1993.
Moreno-Uribe, Edgard Antonio. Teatro 93. Apuntes para su historia en Venezuela. Caracas: Vadell Hermanos, 1994.
Itinerario por la danza escénica de América Latina. 3 fotografías. Caracas: Consejo Nacional de la Cultura, 1994.
Moreno-Uribe, Edgard Antonio. ¡Bravo! Primera década de la Compañía Nacional de Teatro. Caracas: Compañía Nacional de Teatro, 1995.
Danza en libertad. La experiencia postmoderna en Venezuela. 12 fotografías. Caracas: Fundación Instituto Superior de Danza, 1995.
Calendario Danza Hoy 1995. 5 fotografías. Caracas: 1995.
Artistas visuales: hombres de teatro 1950-1995. 51 fotografías. Caracas: CONAC, 1996.
Lobo, Belén. Nebreda, Nebrada. 10 fotografías. Caracas: CONAC / Fundación Cultural Chacao, 1996.
Cinco encuentros internacionales de creadores. 60 fotografías. Caracas: Ediciones Grupo Contradanza, 1997.
Los indolentes. Caracas: Teatro del Triángulo, 1997.
Rossell, Levy. El gran libro del teatro rosselliano. Caracas: Fondo Editorial Fundarte / Alcaldía de Caracas, 1998.
Teatro Teresa Carreño: XXV Aniversario. 27 fotografías. Caracas: Fundación Teresa Carreño / Fundación Cultural Chacao, 1998.
Ugo Ulive: 50 años en la vida de un artista. 25 fotografías. Caracas: Fundación Cultural Chacao / Consejo Nacional de la Cultura, 1998.
Programa Cultural de Venezuela en España. Caracas: CONAC, 1998.
Gómez, Diana. Grishka Holguin: un viaje a través del movimiento. 2 fotografías. Caracas: Consejo Nacional de la Cultura, 1999.
Paolillo, Carlos. Academia, experimentación e historia: memoria del Instituto Superior de Danza 1982-1987. 45 fotografías. Caracas: Instituto Universitario de Danza, 1999.
El Panteón Nacional. 12 fotografías. Caracas: Ministerio del Interior y Justicia, Dirección del Ceremonial y Acervo Histórico de la Nación, 1999.
TET: Taller Experimental de Teatro. Caracas: Consejo Nacional de la Cultura, 2000.
Altosf. 25 años en movimiento: hacia un teatro desconocido. Conac, edición aniversaria, 2001.
Fausto Verdial. Colección obras, 1. Caracas: Centro Latinoamericano de Creación e Investigación Teatral -CELCIT, 2001.
Palenzuela, Juan Carlos. Fotografía en Venezuela, 1960-2000. Caracas: Movilnet, 2001.
Blanco López, Gerardo. Bagazos: historia de un sueño. 30 fotografías. Caracas: Grupo de Teatro Bagazos, 2001.
La nueva gestión cultural pública: rediseño institucional, programas prioritarios, proyectos especiales 2000-2007. 1 fotografía. Caracas: Consejo Nacional de la Cultura, 2002.
Paolillo Carlos. Una aventura, un hito. Ballet Nacional de Venezuela 1957 -1980. 10 fotografías. Caracas: Asociación Civil Publicaciones La Danza,  2004.
El teatro venezolano visto por Miguel Gracia 1966-2001. 95 fotografías. Caracas: Centro Venezolano de Creación e Investigación Teatral -Celcit, 2004.
Moreno-Uribe, Edgard Antonio. Teatro 2004: apuntes para su historia en Venezuela. Caracas: 2005.
Bailar Nebrada. 2 fotografías. San Antonio de los Altos: Fundación Cultural Los Altos, 2005.
Francis Rueda: 40 años de vida escénica. 20 fotografías. Caracas: 2005.
Café con leche: cultura, migración, identidad. Caracas: Goethe-Institut, 2005.
Conociendo la historia del teatro. 5 fotografías. Caracas: Ministerio del Poder Popular para la Cultura / Instituto de las Artes Escénicas y Musicales, 2006.
López, Marisela y Teresa Alvarenga (comp). Miradas sobre la danza. 3 fotografías. Caracas: Ministerio del Poder Popular para la Cultura, 2008.
Santana, Rodolfo. Ocho piezas del teatro breve. Caracas: Fundación para la Cultura y las Artes, 2011.
Danza hoy: una visión, un legado. 105 fotografías. Caracas: 2014.
Maestros de la fotografía en Venezuela. Textos Sagrario Berti, Victoria de Stefano, María Fernanda Palacios, Antonio López Ortega y Federico Vegas, 22 fotografías. Caracas: Total Oil and Gas Venezuela, 2014.